# Équipe cycliste féminine Human Powered Health
Cet article concerne l'équipe cycliste féminine Human Powered Health. Pour l'équipe masculine, voir Équipe cycliste masculine Human Powered Health.
L'équipe cycliste Human Powered Health est une équipe cycliste féminine américaine. C'est la section féminine de l'équipe masculine homonyme. Elle est créée en 2012 mais n'est enregistrée par l'UCI qu'en 2013. Elle court avec une licence WorldTeam depuis 2022.

## Histoire de l'équipe

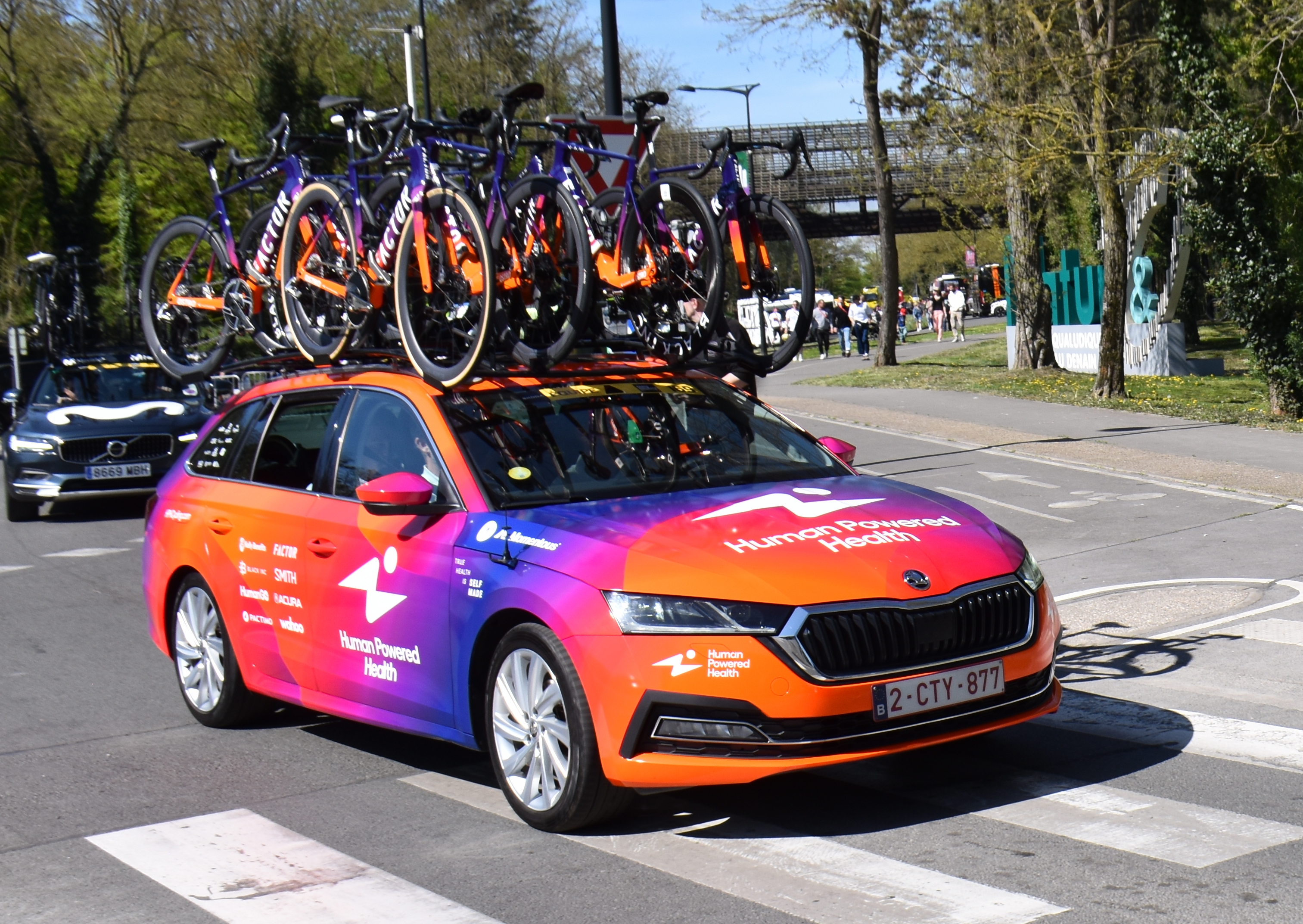
Véhicule Human Powered Health 2025.

L'équipe est fondée par Rachel Heal, après la dissolution de l'équipe Colavita-Forno d'Asolo. Elle quitte l'équipe à la fin de la saison 2013 pour rejoindre l'UnitedHealthcare. Elle est remplacée par Kevin Field qui a une longue expérience en tant que dirigeant d'équipe.
L'équipe a son siège à Minneapolis. Elle court principalement en Amérique du Nord.

## Classements UCI

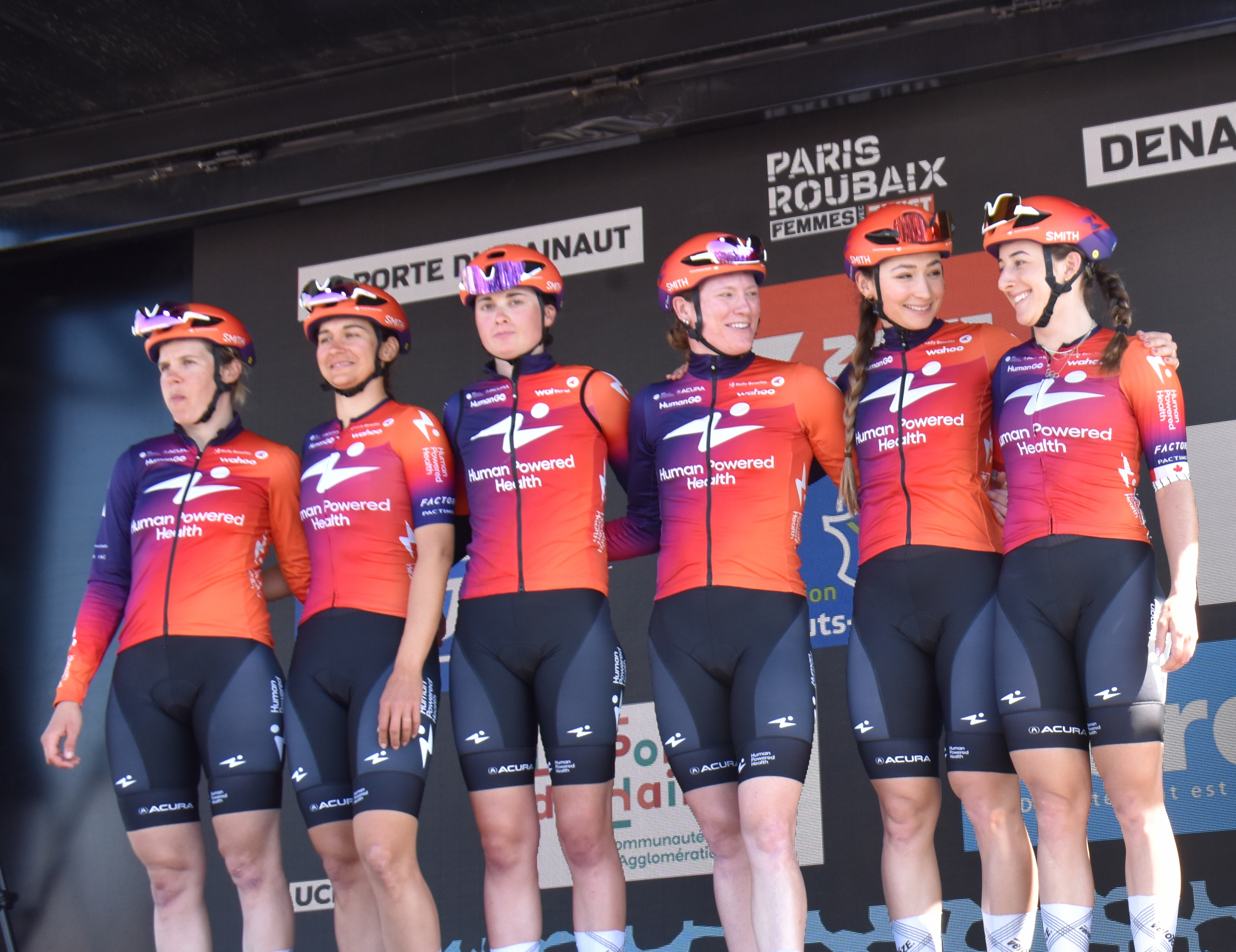
Présentation de l'équipe
Paris-Roubaix 2025.

Ce tableau présente la place de l'équipe au classement de l'Union cycliste internationale en fin de saison, ainsi que la meilleure cycliste au classement individuel de chaque saison.
| Classement UCI | Classement UCI         | Classement UCI                              | Classement UCI |
| Année          | Classement par équipes | Meilleure coureuse au classement individuel |                |
| -------------- | ---------------------- | ------------------------------------------- | -------------- |
| 2013           | 13e                    | Joëlle Numainville (28e)                    |                |
| 2014           | 14e                    | Leah Kirchmann (32e)                        |                |
| 2015           | 13e                    | Leah Kirchmann (31e)                        |                |
| 2016           | 30e                    | Heather Fischer (115e)                      |                |
| 2017           | 26e                    | Kirsti Lay (74e)                            |                |
| 2018           | 24e                    | Sara Poidevin (87e)                         |                |
| 2019           | 25e                    | Kristabel Doebel-Hickok (56e)               |                |
| 2020           | 19e                    | Chloe Hosking (31e)                         |                |
| 2021           | 22e                    | Clara Koppenburg (78e)                      |                |
| 2022           | 27e                    | Ántri Christofórou (111e)                   |                |
| 2023           | 14e                    | Daria Pikulik (28e)                         |                |
| 2024           | 13e                    | Daria Pikulik (33e)                         |                |
|                |                        |                                             |                |
| Source : UCI   |                        |                                             |                |

De 2013 à 2015 l'équipe participe à la Coupe du monde.
| Coupe du monde | Coupe du monde         | Coupe du monde                              | Coupe du monde |
| Année          | Classement par équipes | Meilleure coureuse au classement individuel |                |
| -------------- | ---------------------- | ------------------------------------------- | -------------- |
| 2013           | -                      | -                                           |                |
| 2014           | -                      | Lauren Hall (106e)                          |                |
| 2015           | 13e                    | Leah Kirchmann (43e)                        |                |
|                |                        |                                             |                |
| Source : UCI   |                        |                                             |                |

En 2016, l'UCI World Tour féminin remplace la Coupe du monde.
| UCI World Tour | UCI World Tour         | UCI World Tour                              | UCI World Tour |
| Année          | Classement par équipes | Meilleure coureuse au classement individuel |                |
| -------------- | ---------------------- | ------------------------------------------- | -------------- |
| 2016           | 23e                    | Heather Fischer (63e)                       |                |
| 2017           | 27e                    | Emma White (102e)                           |                |
| 2018           | 23e                    | Sara Poidevin (89e)                         |                |
| 2019           | 25e                    | Kristabel Doebel-Hickok (80e)               |                |
| 2020           | 17e                    | Chloe Hosking (50e)                         |                |
| 2021           | 18e                    | Clara Koppenburg (52e)                      |                |
| 2022           | 21e                    | Nina Buysman (87e)                          |                |
| 2023           | 16e                    | Daria Pikulik (24e)                         |                |
| 2024           | 13e                    | Ruth Edwards (61e)                          |                |
|                |                        |                                             |                |
| Source : UCI   |                        |                                             |                |

## Principales victoires

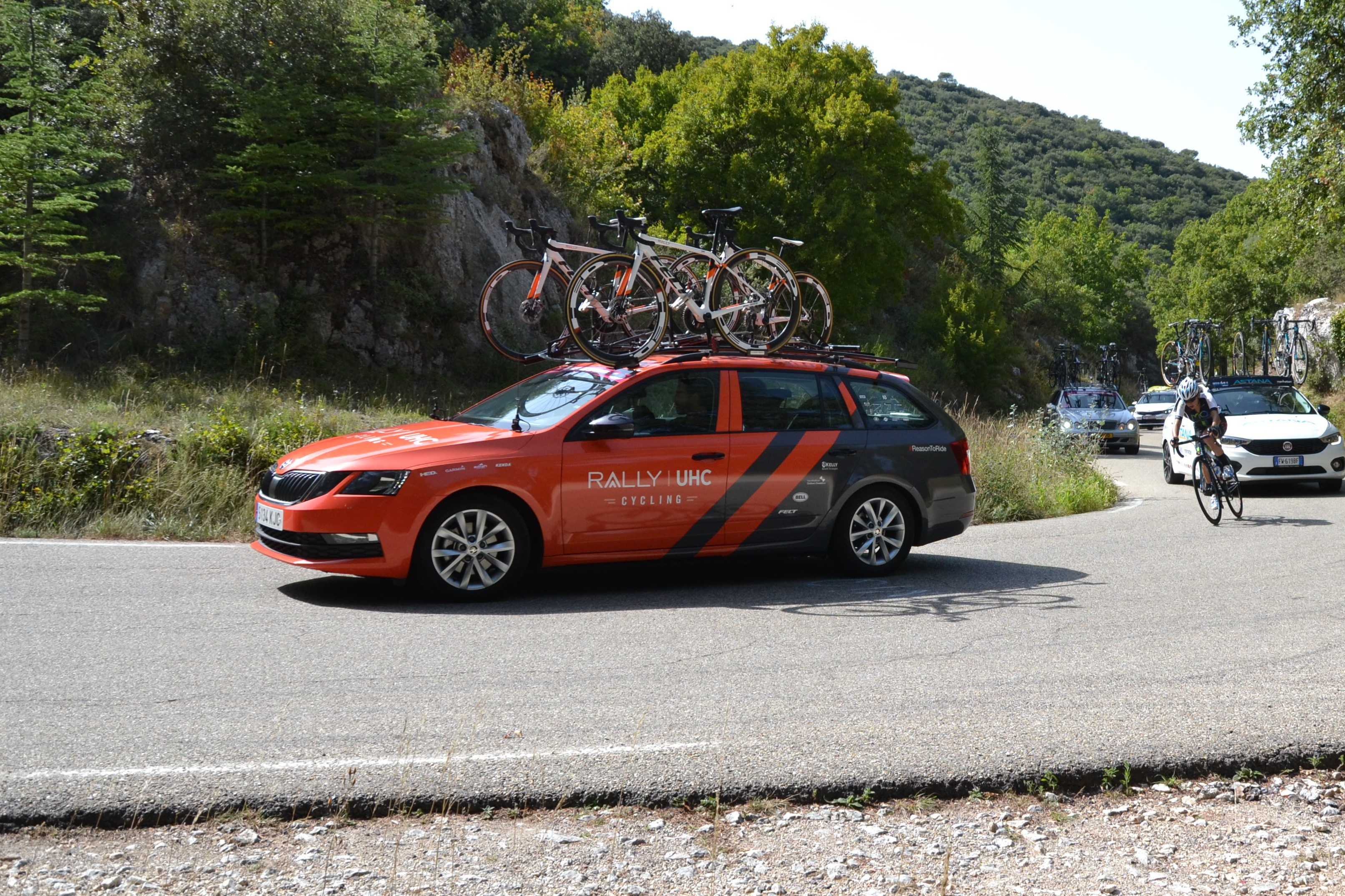
Lors du Tour féminin international de l'Ardèche 2019, étape 3, dans les gorges de Murs.

### Compétitions internationales
- Championnats panaméricains sur route : 1
  - Course en ligne : 2015 (Jasmin Duehring)

### Courses d'un jour
- Delta Road Race : 2014 (Leah Kirchmann)
- Grand Prix cycliste de Gatineau : 2014 (Denise Ramsden)
- Gand-Wevelgem féminin : 2014 (Lauren Hall)
- Grand Prix d'Isbergues féminin : 2020 (Chloe Hosking)
- Gravel and Tar La Femme : 2020 (Olivia Ray)
- Aphrodite Cycling Race - ITT : 2023

(Antri Christoforou)
- Aphrodite Cycling Race - Women for future : 2023

(Antri Christoforou)
- Aphrodite Cycling Race - RR : 2023 (Jesse Vandenbulcke)

### Courses par étapes
- Tour de Feminin - O cenu Ceskeho Svycarska : 2014 (Brianna Walle)

### Les étapes
- Tour de Feminin - O cenu Ceskeho Svycarska (1 étape) : 2014 (Brianna Walle)
- Tour de San Luis féminin (1 étape) : 2015 (Alison Tetrick)
- Baloise Ladies Tour (1 étape) : 2015 (Alison Tetrick)
- Tour de Californie (2 étapes) : 2x 2015 (Leah Kirchmann)
- Cascade Cycling Classic (3 étapes) : 3x 2017 (Kirsti Lay), (Sara Poidevin) et (Sara Bergen)
- Joe Martin Stage Race (2 étapes) : 2015 (Leah Kirchmann), 2018 (Sara Bergen)
- Tour of the Gila (6 étapes) : 2015 (Annie Ewart), 2x 2016 (Jasmin Duehring) et (Heather Fischer), 2017 (Emma White), 2018 (Emma White), 2019 (Heidi Franz)
- Tour cycliste féminin international de l'Ardèche (3 Étapes) : 2013 (Joëlle Numainville), 2x 2020 (Chloe Hosking) et (Leigh Ann Ganzar)

### Championnats nationaux
Cyclisme sur route
- Championnats du Canada : 9
  - Course en ligne : 2012 (Denise Ramsden), 2013 (Joëlle Numainville), 2014 (Leah Kirchmann), 2017 (Allison Beveridge), 2018 (Katherine Maine)
  - Contre-la-montre : 2013 (Joëlle Numainville), 2014 (Leah Kirchmann)
  - Critérium : 2013, 2014 (Leah Kirchmann)
- Championnats des États-Unis : 1
  - Course en ligne : 2013 (Jade Wilcoxson),
- Championnats de Nouvelle-Zélande : 2
  - Course en ligne : 2013 (Courteney Lowe), 2022 (Olivia Ray)[6]
- Championnats de Chypre : 4
  - Course en ligne : 2022 et 2023 (Antri Christoforou)
  - Contre-la-montre : 2022 et 2023 (Antri Christoforou)
- Championnats du Japon : 1
  - Course en ligne : 2023  (Eri Yonamine)
- Championnats d’Allemagne : 1
  - Contre-la-montre : 2023 (Mieke Kroger)

Cyclisme sur piste
- Championnats du Canada : 1
  - Poursuite par équipe : 2015 (Jasmin Glaesser)

## Encadrement de l'équipe
La directrice sportive de l'équipe en 2012 et 2013 est Rachel Heal. Le représentant de l'équipe auprès de l'UCI est depuis la création Charles Aaron. En 2014, Kevin Field devient directeur sportif. Il est assisté de Jonathan Patrick McCarty. L'année suivante, ce dernier devient directeur sportif. Son assistant est Jacob Erker.
En 2016, le directeur sportif est Zachary Bell. Le représentant auprès de l'UCI de l'équipe est Charles Aaron. Les directeurs sportifs adjoints sont Jonas Carney et Patrick McCarty.

## Partenaires
Le partenaire principal de l'équipe est Optum, un grand groupe spécialisé dans la santé. Le partenaire secondaire de l'équipe est Kelly Benefit Strategies, un groupe de conseil.
Les vélos sont fournis par Diamondback.

## Saisons précédentes

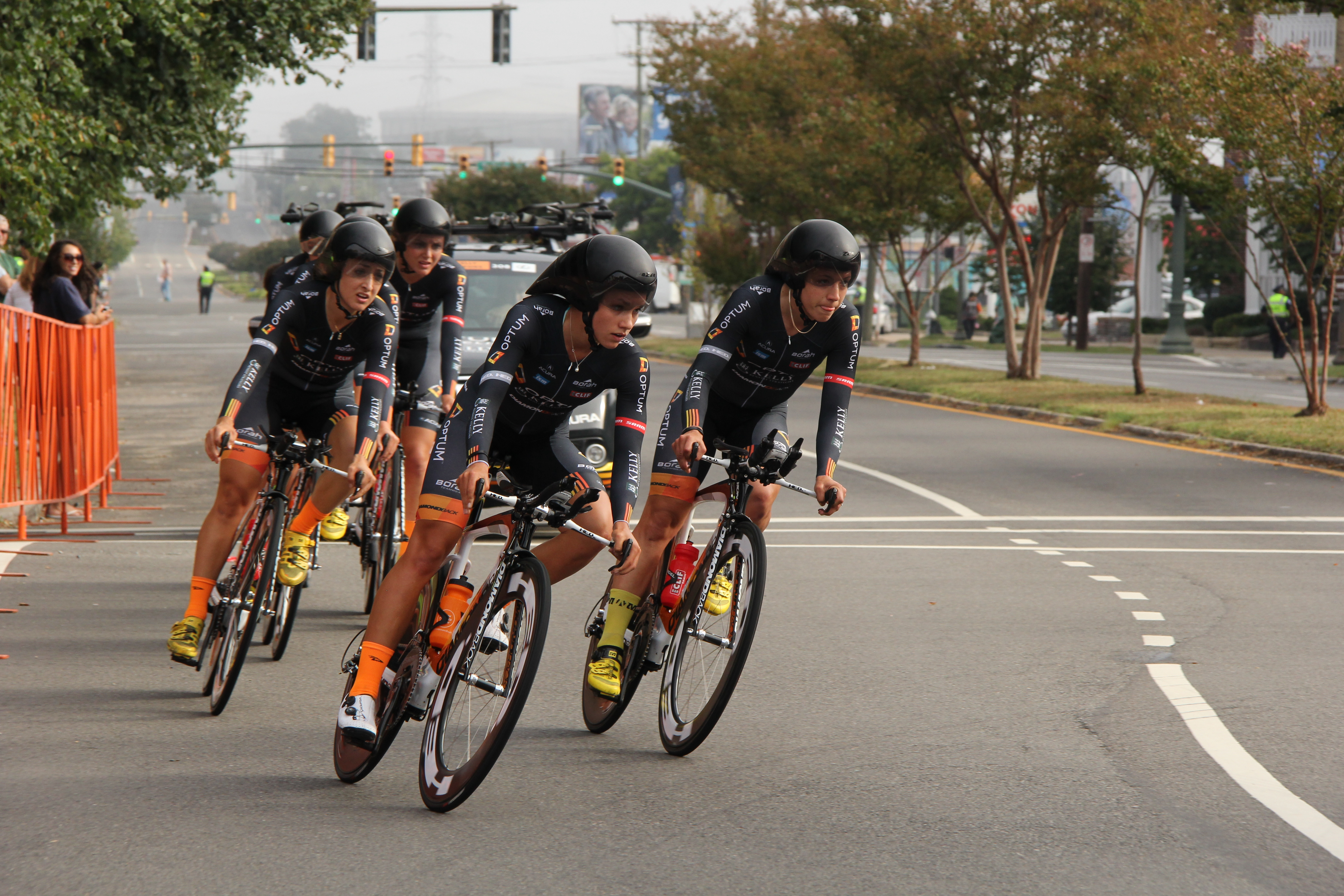
Optum-Kelly Benefit Strategies lors du championnat du monde de contre-la-montre par équipes

## L'équipe en 2025

### Effectif
| Effectif 2025            | Effectif 2025     | Effectif 2025 | Effectif 2025                               |
| Cycliste                 | Date de naissance | Pays          | Équipe précédente                           |
| ------------------------ | ----------------- | ------------- | ------------------------------------------- |
| Yurani Blanco            | 3 février 1998    | Espagne       | Laboral Kutxa-Fundación Euskadi (2024)      |
| Giada Borghesi           | 27 novembre 2002  | Italie        | BTC City Ljubljana Zhiraf Ambedo (2024)     |
| Carlotta Cipressi        | 11 juin 2003      | Italie        | UAE Development Team (2024)                 |
| Maggie Coles-Lyster      | 12 février 1999   | Canada        | Roland (2024)                               |
| Thalita de Jong          | 6 novembre 1993   | Pays-Bas      | Lotto Dstny Ladies (2024)                   |
| Ruth Edwards             | 9 juillet 1993    | États-Unis    | Trek-Segafredo (2021)                       |
| Maëlle Grossetête        | 10 avril 1998     | France        | FDJ-Suez (2023)                             |
| Romy Kasper              | 5 mai 1988        | Allemagne     | AG Insurance-Soudal Quick-Step (2023)       |
| Barbara Malcotti         | 19 février 2000   | Italie        | Valcar-Travel & Service (2021)              |
| Mona Mitterwallner       | 9 janvier 2002    | Autriche      |                                             |
| Daria Pikulik            | 6 janvier 1997    | Pologne       | Atom Deweloper-Posciellux.pl-Wrocław (2022) |
| Wiktoria Pikulik         | 15 juin 1998      | Pologne       | MAT Atom Deweloper Wrocław (2023)           |
| Marit Raaijmakers        | 2 juin 1999       | Pays-Bas      | Parkhotel Valkenburg (2021)                 |
| Katia Ragusa             | 19 mai 1997       | Italie        | Liv Racing TeqFind (2023)                   |
| Kathrin Schweinberger    | 29 octobre 1996   | Autriche      | Ceratizit-WNT Pro Cycling (2024)            |
| Lily Williams            | 24 juin 1994      | États-Unis    | Hagens Berman-Supermint (2019)              |
| Silvia Zanardi           | 3 mars 2000       | Italie        | Bepink (2023)                               |
|                          |                   |               |                                             |
| Source : ProCyclingStats |                   |               |                                             |

### Victoires
| Victoires | Victoires | Victoires | Victoires | Victoires | Victoires |
| Date      | Course    | Pays      | Classe    | Vainqueur |           |
| --------- | --------- | --------- | --------- | --------- | --------- |